# Charles Hummel
Charles Hummel, né le 28 mars 1909 à Bischheim et mort le 22 mars 1999 à Strasbourg, est un footballeur français. Il évoluait au poste de défenseur.
Il était international B.

## Carrière
De 1933 à 1936, il est connu comme joueur professionnel au Racing Club de Strasbourg. Il y joue notamment 58 matchs de Division 1 et 20 matchs de Division 2.
En 1935, il est vice-champion de France de football avec le RC Strasbourg.
En 1936-1937, il part jouer au RC Roubaix.

## Statistiques
| Saison                | Club                  | Championnat           | Championnat | Championnat | Coupe(s) nationale(s) | Coupe(s) nationale(s) | Total | Total |
| Saison                | Club                  | Division              | M.          | B.          | M.                    | B.                    | M.    | B.    |
| 1933-1934             | RC Strasbourg         | Division 2            | 20          | -           | -                     | -                     | 20    | 0     |
| 1934-1935             | RC Strasbourg         | Division 1            | 30          | -           | -                     | -                     | 30    | 0     |
| 1935-1936             | RC Strasbourg         | Division 1            | 28          | -           | -                     | -                     | 28    | 0     |
| 1936-1937             | RC Roubaix            | Division 1            | -           | -           | -                     | -                     | 0     | 0     |
| Total sur la carrière | Total sur la carrière | Total sur la carrière | 78          | -           | -                     | -                     | 78    | 0     |

## Palmarès
- RC Strasbourg
  - Vice-champion de Division 1 en 1935